# Sepedon nobilis
Sepedon nobilis är en tvåvingeart som beskrevs av Orth 1986. Sepedon nobilis ingår i släktet Sepedon och familjen kärrflugor.
Artens utbredningsområde är Kalifornien. Inga underarter finns listade i Catalogue of Life.